# Джонс, Гвинет (певица)
Гвинет Джонс (англ. Gwyneth Jones, род. 7 ноября 1936, Понтипул, Уэльс) — британская оперная певица, известная своими ролями в операх Вагнера. Президент Британского Вагнеровского общества, с 1986 года — Дама-Командор ордена Британской империи.

## Биография
Гвинет Джонс родилась в Понтипуле (Уэльс) в 1936 году. Она росла в музыкальной семье и с детства любила петь. Музыкальное образование она получила в Королевском колледже музыки в Лондоне, после чего училась в Музыкальной академии Киджи в Сиене, а также в Женеве у Марии Карпи. Дебют Гвинет Джонс состоялся в Цюрихе в 1962 году, в качестве меццо-сопрано («Орфей и Эвридика» Глюка). В следующем году она выступила как сопрано в роли леди Макбет в одноимённой опере Верди.
С 1963 года Гвинет Джонс выступала на сцене Королевского театра Ковент-Гарден. В 1960-х годах она также выступала в оперных театрах Вены, Рима, Мюнхена, Милана, Сан-Франциско, Чикаго и Нью-Йорка. Постепенно она стала специализироваться на немецкой опере, в том числе Бетховена, Штрауса и, в особенности, Вагнера. В 1960-х — 1970-х годах она регулярно принимала участие в Байрёйтском фестивале. С 1972 года Гвинет Джонс выступала на сцене Метрополитен-оперы.
Репертуар Гвинет Джонс исключительно широк. Она продолжает выступать, преимущественно в партиях меццо-сопрано. Среди многочисленных наград певицы — орден Британской империи (с 1986 года) и
Орден «За заслуги перед Федеративной Республикой Германия». Гвинет Джонс также является президентом Британского Вагнеровского общества.